# Trương Thị Thận
Trương Thị Thận (nhiều tài liệu chép là Thuận) (chữ Hán: 張氏慎; 16 tháng 2 năm 1817 – 2 tháng 1 năm 1889), còn có húy là Tuân, phong hiệu Tam giai Thụy tần (三階瑞嬪), là một cung tần của vua Thiệu Trị nhà Nguyễn trong lịch sử Việt Nam.

## Tiểu sử

### Xuất thân
Thụy tần Trương Thị Thận nguyên quán ở huyện Tống Sơn, Thanh Hóa. Cha của bà Thận là ông Trương Văn Minh, được truy tặng làm Vệ úy Minh Đức hầu, mẹ là phu nhân Vũ Thị Tông (hoặc Tôn). Bà sinh vào đúng ngày mùng một Tết Nguyên Đán năm Đinh Sửu (1817).
Năm Minh Mạng thứ 16 (1835), bà Thận nhập phủ làm thiếp cho hoàng trưởng tử Trường Khánh công Miên Tông (vua Thiệu Trị sau này).

### Sách phong Tần vị
Năm 1841, Trường Khánh công Miên Tông đăng cơ, tức vua Thiệu Trị. Bà Trương Thị Thận cùng các bà Phủ thiếp khác của vua đều được gọi chung là Cung tần (宮嬪), chờ mãn tang vua Minh Mạng mới định thứ bậc.
Năm Thiệu Trị thứ 3 (1843), bà Thận được sách phong làm Tứ giai Huy tần (四階徽嬪). Hàng Tứ giai khi đó bao gồm những phong hiệu từ cao đến thấp như sau: Huy tần (徽嬪), Ý tần (懿嬪), Nhu tần (柔嬪). Bà Nguyễn Thị Huyên giữ chức Ý tần, còn chức Nhu tần thì do bà Nguyễn Thị Yên tại vị.
Năm Thiệu Trị thứ 6 (1846), Huy tần Trương thị được tấn làm Tam giai Thụy tần (三階瑞嬪).

### Tôn phong Hoàng thái phi
Năm Tự Đức thứ 36 (1883), vua Tự Đức băng hà, vua Dục Đức mới lên ngôi 3 ngày đã bị hai quyền thần là Nguyễn Văn Tường và Tôn Thất Thuyết phế truất. Con trai của bà Thụy tần Trương thị là Lãng Quốc công Hồng Dật được đưa lên làm Hoàng đế, tức vua Hiệp Hòa.
Tháng 7 (âm lịch) năm đó, bà Thụy tần được tôn phong làm Hoàng thái phi, ngày sinh nhật của bà được gọi là Trường Xuân tiết. Tháng 9 (âm lịch), vua Hiệp Hòa cho đón Thái phi Trương thị vào ở cung Khôn Thái. Vua sai người dâng lên cho mẹ 50 lạng vàng; 100 đĩnh bạc (mỗi đĩnh, còn gọi là thoi, nặng 10 lạng); 100 tấm gấm lụa màu hàng Nam, hàng Bắc các thứ; lụa màu vải màu cùng lụa thổ 300 tấm; tiền đồng 3000 quan; tiền kẽm 2000 quan.
Vua giao cho bộ Hộ và bộ Lễ bàn định việc chi tiền gạo cho Hoàng thái phi và Khiêm Hoàng hậu Võ thị (chánh cung của vua Tự Đức, tức chị dâu của vua Hiệp Hòa) theo thứ bậc khác nhau. Hai bộ bàn xong, theo lệ định, Tết Nguyên Đán dâng Hoàng thái phi 6 lạng vàng, 6000 quan tiền, 1000 phương gạo; dâng Khiêm Hoàng hậu 4 lạng vàng, 4000 quan tiền, 800 phương gạo.
Tuy nhiên, tháng 10 (âm lịch) năm đó, vua Hiệp Hòa bị hai quyền thần là Nguyễn Văn Tường và Tôn Thất Thuyết phế truất và bức tử. Hoàng thái phi Trương thị cũng bị giáng trở lại làm Thụy tần, sau này Đại Nam liệt truyện chép lại phong hiệu của bà thành Đoan tần (端嬪).
Ngày 1 tháng 12 (âm lịch) năm Mậu Tí (năm Dương lịch là 1889), dưới triều vua Đồng Khánh, Đoan tần Trương thị qua đời, thọ 72 tuổi. Bà được táng tại làng Dương Xuân Hạ, huyện Hương Thủy (cũ), tỉnh Thừa Thiên. Năm 1917, dưới triều vua Khải Định, tẩm mộ của bà Thụy tần được cải táng về thôn Long Khê, thị xã Hương Trà, tỉnh Thừa Thiên Huế.

## Hậu duệ
Thụy tần Trương Thị Thận và Lương phi Võ Thị Viên là hai người phũ nữ hạ sinh nhiều con nhất trong hậu cung của vua Thiệu Trị. Nhưng cũng như bà Lương phi, chỉ có ba người con của bà Thận là còn sống qua tuổi trưởng thành.
1. Hoàng nữ Ủy Thanh (1835 – 1837), chết yểu. Thờ tại Lệ Thục từ.
2. Phong Lộc Quận công Hồng Kháng (5 tháng 5 năm 1837 – 19 tháng 2 năm 1865). Mất sớm không có con nối dõi, lấy công tử Ưng Hiệp, con của người em trai là Hồng Dật qua kế tập phòng Phong Lộc.
3. Hoàng nữ Liêu Diệu (1838), chết non. Thờ tại Lệ Thục từ.
4. Hoàng nữ Nhàn Nhã (1839 – 1840), chết yểu. Thờ tại Lệ Thục từ.
5. Lạc Thành Công chúa Nhàn Đức (? – sau năm 1899[5]), không rõ hôn sự.
6. Phế đế Hiệp Hòa Hồng Dật (1 tháng 11 năm 1847 – 29 tháng 11 năm 1883), sau bị quyền thần phế truất và bức tử. Vua Thành Thái truy tặng cho ông làm Văn Lãng Quận vương (文朗郡王).

## Trong văn hoá đại chúng
| Năm  | Tác Phẩm        | Diễn Viên  | Nhân Vật         |
| 2020 | 《Phượng khấu》 | Amy Lê Anh | Trương Uyển Thận |